# 船艺

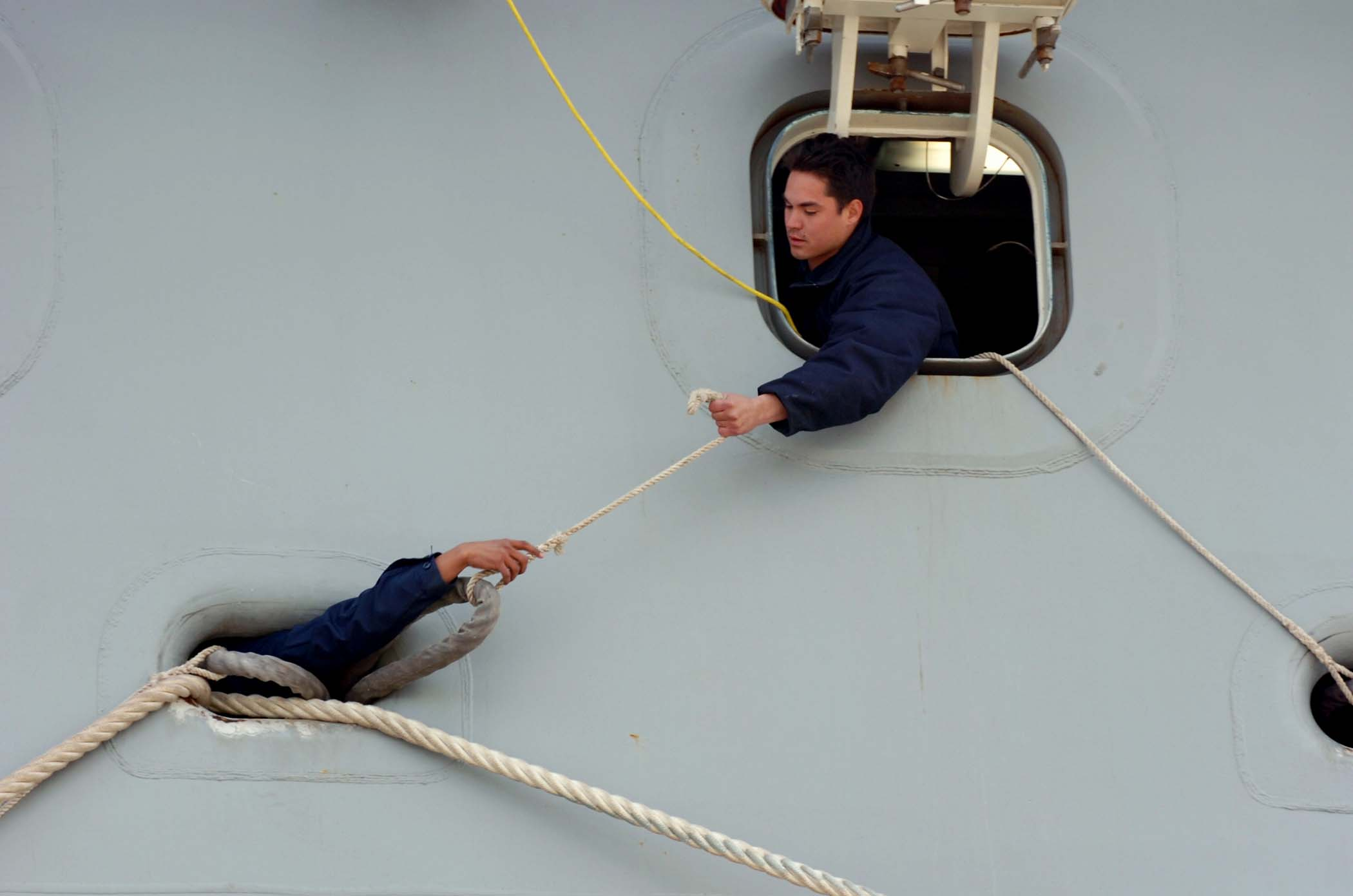
一名水手正在繫泊纜繩

船艺指的是水手駕駛船舶、小艇或任何其他水上交通工具所需的技能、知识和能力。 船艺涉及各种专业技能，一個好的船員要掌握導航、国际海事法、天气、气象学、预报、甲板设备、锚、沟通、发动机、牵引等操作、危险货物、应对紧急情况、海上搜索与救援、救火等各類知識。 